# ホシノユキ
ホシノ ユキ（1989年9月3日 - ）は、日本のお笑いタレント、占い師である。太田プロダクション所属。

## 略歴・概説
長野県長野市出身、長野県長野東高等学校卒業、専門学校東京アナウンス学院芸能バラエティ科出身。東京アナウンス学院在学中に、日本テレビ『エンタの神様』に出演。
ネタは、一人コントを中心として展開している。ライブでは『太田プロJr.ライブ』『JAMEお笑いハーベスト』など出演。
特技は「料理。百人一首の和歌を全て暗唱出来ること」と述べている。料理の中では「節約料理」が得意で、その料理は自分のブログで紹介している。テレビ朝日『『ぷっ』すま』の『オレコツ!オークション』において、その節約料理を披露、2011年2月1日放送では「たった220円で本格的なピザが作れるコツ」、2011年3月29日放送では「たった5分で美味しいラスクが作れるコツ」を紹介した。
また、幼少の頃より多くの神秘的体験をしたことから占いに強い関心を持ったことで、その後、手相・タロット占い・姓名判断・気学など占い鑑定を行い、占い師としても活動している。
2014年10月20日、「芸名を『ほしの ゆき』から『ホシノ ユキ』に変更した」と発表。

## 出演
- エンタの神様（日本テレビ）- 2009年11月14日出演、キャッチコピーは「Blackなミルク味」
- 『ぷっ』すま（テレビ朝日）- 「オレコツ!オークション」2011年2月1日、2011年3月29日
- 女神のマルシェ（日本テレビ）
- ざっくりハイボール（テレビ東京）- 2012年9月29日
- 竜ちゃんが行く～あなたまかせのおらが春～（テレビ信州）- 2013年4月28日
- チョイタメーバー（関西テレビ）- 2017年1月7日